# ¿Quién maneja mi barca?
Chansons représentant l'Espagne au Concours Eurovision de la chanson
Él
(1982) Lady, Lady
(1984)
¿Quién maneja mi barca? (en français Qui conduit mon bateau ?) est la chanson représentant l'Espagne au Concours Eurovision de la chanson 1983. Elle est interprétée par Remedios Amaya.

## Sélection
Le radiodiffuseur espagnol, la Televisión Española (TVE), dirigée par José María Calvino, le premier directeur de la radiotélévision publique proposée par le Parti socialiste, modifie la sélection des chansons pour le Concours Eurovision de la chanson. Elle choisit en interne l'artiste et la chanson représentant l'Espagne au Concours Eurovision de la chanson 1983. Elle opte pour une sélection interne représentative des nouveaux genres musicaux qui émergent dans le pays, comme le flamenco rock. Lors de cette sélection, c'est la chanson ¿Quién maneja mi barca?, interprétée par Remedios Amaya, qui est choisie. La chanson est présentée au public début mars.

## Eurovision
À l'exception de la basse et de la guitare électrique, l'enregistrement en studio de ¿Quién maneja mi barca? a un paysage sonore principalement composé de boîtes à rythmes, de synthétiseurs et de vocodeurs. Pour la prestation en direct à l'Eurovision à Munich, ils sont remplacés par des tambours, des cuivres et des bois.
L'artiste avait prévu de porter une robe noire, mais la scène de Munich est de la même couleur, l'obligeant à porter la robe une pièce du clip vidéo. Elle doit également être pieds nus, car elle n'a pas de chaussures assorties à la nouvelle robe ; Amaya est d'abord superstitieuse, elle croit que cela lui porterait malheur.
La chanson est la septième de la soirée, suivant Opera interprétée par Çetin Alp & The Short Waves pour la Turquie et précédant Io così non ci sto interprétée par Mariella Farré pour la Suisse.
À la fin des votes, elle n'obtient aucun point comme la Turquie et finit avant-dernier ou dernier des vingt participants.

## Après le Concours Eurovision de la chanson
La direction de TVE assume l'entière responsabilité et l'a qualifié de « choc culturel ». La presse accuse TVE au motif que la télévision publique avait pas pris l'événement au sérieux. Elle relèguera la diffusion du Concours Eurovision de la chanson 1984 à la deuxième chaîne, considérant que l'événement avait perdu tout intérêt avec la dernière position.
Remedios Amaya publie un album traditionnel en 1984, Seda en la piel, qui est un échec commercial, et se retire ensuite de la scène, en partie à cause de la mauvaise position obtenue.